# Martin Rehm (Theologe)
Martin Rehm (* 1. Mai 1905 in Weinsfeld; † 15. August 1990 in Eichstätt) war ein katholischer deutscher Theologe.

## Leben und Werk
Er studierte Philosophie und Theologie an der PTH Eichstätt. Nach der Priesterweihe 1931 war er Kooperator in Breitenbrunn und Großenried. Nach der Promotion zum Dr. theol. im Fach Altes Testament wurde er 1938 Lehrbeauftragter für Alttestamentliche Wissenschaft und Exegese an der Philosophisch-Theologischen Hochschule Eichstätt und 1944 ordentlicher Professor für Altes Testament in Eichstätt (1971 Emeritierung).

## Schriften (Auswahl)
- Das Bild Gottes im Alten Testament.  Leipzig 1953, OCLC 70247961.
- Der königliche Messias im Licht der Immanuel-Weissagungen des Buches Jesaja. Kevelaer 1968, OCLC 470199043.
- Das erste Buch der Könige. Ein Kommentar. Würzburg 1979, ISBN 3-429-00636-8.
- Das zweite Buch der Könige. Ein Kommentar. Würzburg 1982, ISBN 3-429-00801-8.